# Кетли, Анна
Анна Кетли (венг. Anna Kéthly, 16 ноября 1889, Будапешт, Австро-Венгрия — 7 сентября 1976, Бланкенберге, Бельгия) — венгерский политик середины XX века социал-демократического направления. Глава парламентской фракции Венгерской социал-демократической партии в 1945—1948, восстановившая партию во время Венгерского восстания 1956 года. Вильмош Бём называл её «Жанной д’Арк» венгерской политики.

## Биография

### Ранние годы
Она была одной из девяти детей в бедной семье электрика. С раннего возраста работала, в том числе на кондитерском заводе, сотрудничала в печатных изданиях получила подготовку машинистки и бухгалтера. В 1913 году она вступила в профсоюз служащих, через который в 1917 году пришла в Венгерскую социал-демократическую партию, став её активным членоми. В 1919 году Кетли была избрана в комитет партии. В последующие годы она часто пишет статьи в партийной газете «Népszava».

### В хортистском парламенте
В 1922 году избрана в парламент от Социал-демократической партии (допущенной хортистскими властями к участию в политике благодаря закулисному пакту Бетлена-Пейера, но нуждавшейся в «новых лицах» взамен участвовавших в Венгерской советской республике), став второй женщиной-депутатом и представляла свою партию в парламенте без перерыва вплоть до немецкой оккупации Венгрии в марте 1944 года.

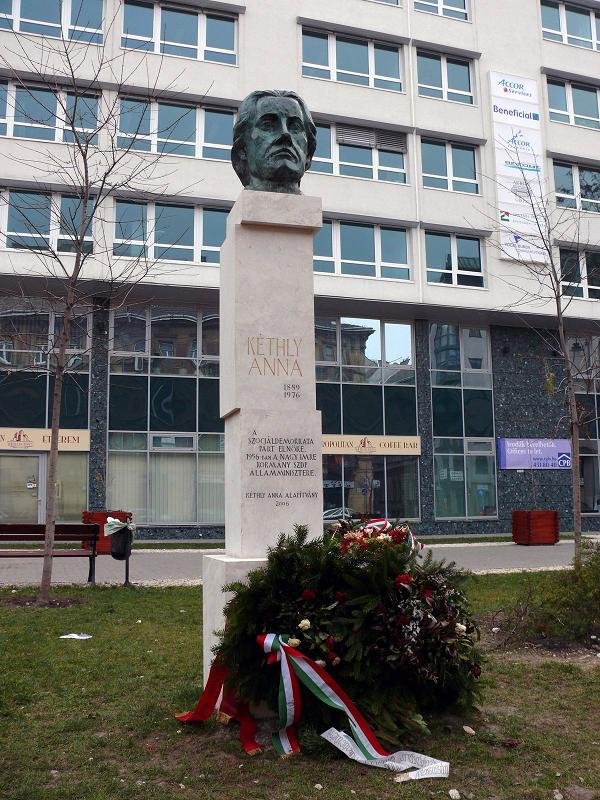
Памятник на площади Анны Кетли в Будапеште

Во время Второй мировой войны, среди прочего, вместе с Эндре Байчи-Жилински возвысила свой голос против резни в Нови-Саде (1942), требуя привлечь виновных к ответственности и столкнувшись с многочисленными угрозами расправы. Кроме того, с однопартийцем Кароем Пейером вела зимой 1943—1944 годов переговоры с проанглийскими политиками, добиваясь выхода страны из войны. После немецкого вторжения оставила Будапешт и жила в Венгрии по фальшивым документам.

### После Второй мировой войны
После Второй мировой войны Кетли вновь стала политически активной и помогла реорганизовать Социал-демократическую партию Венгрии. В апреле 1945 года была избрана членом Временного Национального Собрания и на всеобщих выборах в ноябре того же года она была снова избрана в парламент, на этот раз как председатель социал-демократической фракции, а также избрана вице-спикером парламента.
В послевоенной Венгрии она была главным противником слияния ее партии с Венгерской коммунистической партией в Венгерскую партию трудящихся. Во внутренней борьбе за власть, развернувшейся в марте 1948 года, она была исключена из партии и вскоре после того, как потеряла свое место в парламенте, была помещена под домашний арест на 2 года.

### Арест в Венгерской народной республике

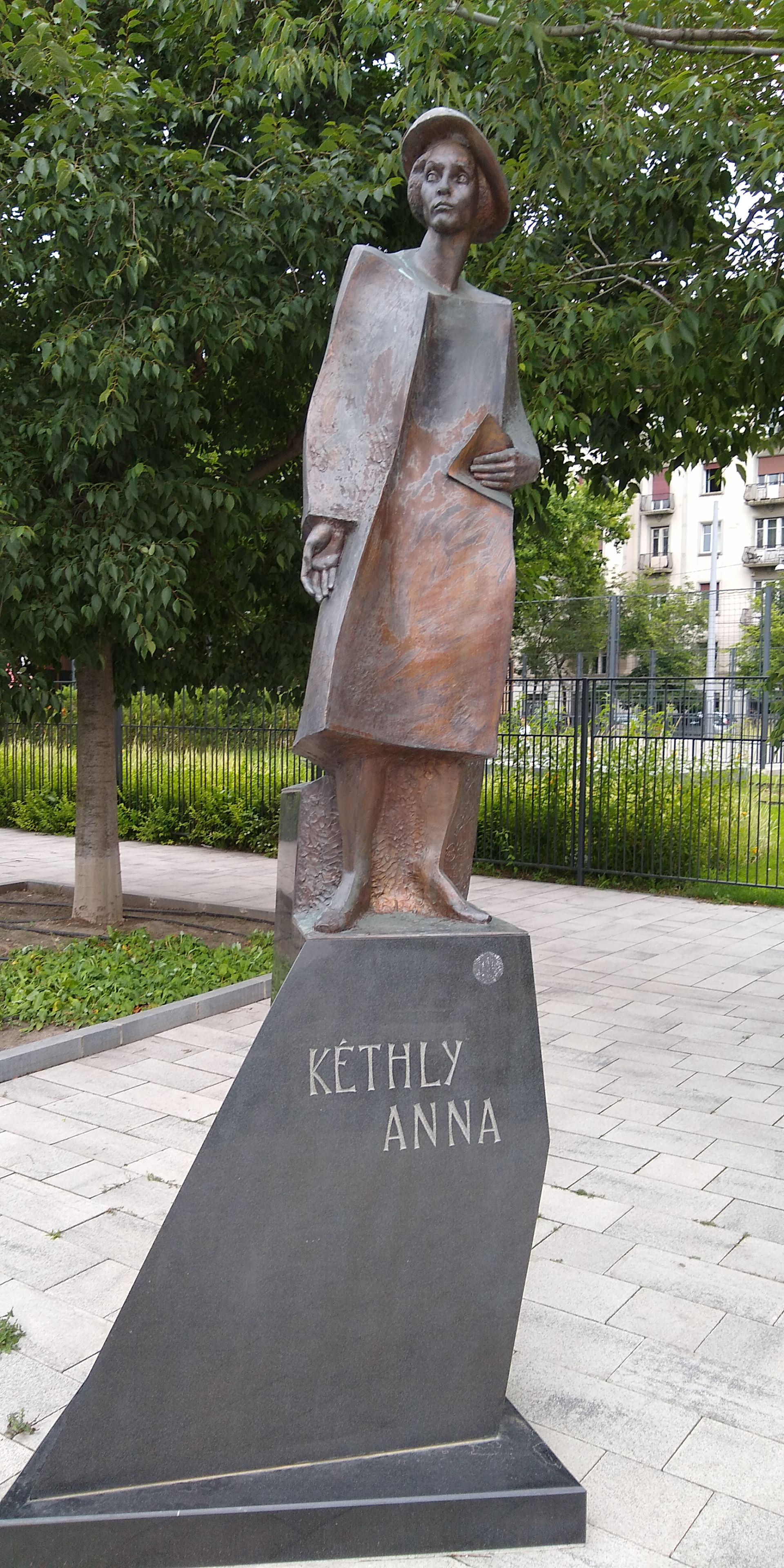
Статуя Анны Кетли в V районе Будапешта

В июне 1950 года Кетли, вместе с несколькими другими членами социал-демократической партии, была арестована коммунистической властью. В январе 1954 года после более чем трёх лет в тюрьме ей было предъявлено обвинение в шпионаже и действиях, направленных против государства. Кетли приговорили к пожизненному заключению. После международного давления со стороны западных социалистических партий она была помилована и освобождена, но находилась под постоянным наблюдением.

### Венгерское восстание и жизнь в изгнании
31 октября 1956 года, после возрождения Социал-демократической партии Венгрии во время восстания, она стала президентом партии. С 1 ноября она приняла участие в Международном социалистическом совещании в Вене, Австрия. На следующий день, 2 ноября, правительство Венгрии назначило её делегатом на Генеральной Ассамблее Организации Объединенных Наций. 2 ноября, социал-демократы номинировали её на пост министра в новом коалиционном правительстве Имре Надя, но на рассвете следующего дня, 4 ноября 1956 года, Советский Союз вторгся в Венгрию, и ей было рекомендовано лететь в Нью-Йорк и обратиться к Генеральной ассамблее ООН от имени Венгрии. В конце концов она поселилась в Лондоне (Великобритания), где сконцентрировалась на написании статей и редактировании социалистических изданий. В 1962 году Верховный суд Венгрии заочно приговорил её к трёхлетнему тюремному сроку за антигосударственную деятельность.
Анна Кетли умерла 7 сентября 1976 года в Бланкенберге, Бельгия.
В октябре 1990 года ее прах был возвращен в Венгрию и перезахоронен. Полная реабилитация Анны Кетли состоялась 7 июля 1994 года.